# Decaspermum neurophyllum
Decaspermum neurophyllum är en myrtenväxtart som beskrevs av Karl Moritz Schumann och Carl Karl Adolf Georg Lauterbach. Decaspermum neurophyllum ingår i släktet Decaspermum och familjen myrtenväxter. Inga underarter finns listade i Catalogue of Life.